# Campo (Reguengos de Monsaraz)
A Freguesia de Campo, com sede na povoação de São Marcos do Campo, foi uma freguesia portuguesa do Município de Reguengos de Monsaraz, na região do Alentejo, freguesia que tinha 123,75 km² de área e 688 habitantes (2011), e, por isso, uma densidade populacional de 5,6 h/km². 
A Freguesia de Campo foi extinta (agregada) em 2013, no âmbito de uma reforma administrativa nacional, para, em conjunto com a Freguesia de Campinho, formar uma nova freguesia denominada União das Freguesias de Campo e Campinho com a sede em Campinho.
A Freguesia de Campo era rica em montado e bastante conhecida pelas suas montarias ao javali.

## População
| População da freguesia de Campo | População da freguesia de Campo | População da freguesia de Campo | População da freguesia de Campo | População da freguesia de Campo | População da freguesia de Campo | População da freguesia de Campo | População da freguesia de Campo | População da freguesia de Campo | População da freguesia de Campo | População da freguesia de Campo | População da freguesia de Campo | População da freguesia de Campo | População da freguesia de Campo | População da freguesia de Campo |
| ------------------------------- | ------------------------------- | ------------------------------- | ------------------------------- | ------------------------------- | ------------------------------- | ------------------------------- | ------------------------------- | ------------------------------- | ------------------------------- | ------------------------------- | ------------------------------- | ------------------------------- | ------------------------------- | ------------------------------- |
| 1864                            | 1878                            | 1890                            | 1900                            | 1911                            | 1920                            | 1930                            | 1940                            | 1950                            | 1960                            | 1970                            | 1981                            | 1991                            | 2001                            | 2011                            |
| 2 055                           | 2 157                           | 2 258                           | 2 446                           | 2 617                           | 2 600                           | 2 935                           | 3 046                           | 3 177                           | 3 224                           | 2 052                           | 2 251                           | 928                             | 840                             | 688                             |

Com lugares desta freguesia foi criada em 1988 a freguesia de Campinho